# Simão Almeida
Simão de Almeida Neto (João Pessoa, 9 de janeiro de 1944 — João Pessoa, 29 de dezembro de 2021), também conhecido por Simão Almeida, foi um advogado e político brasileiro. Foi filiado ao PCdoB, pelo qual disputou 9 eleições.

## Carreira política
Sua primeira eleição foi em 1988, quando foi candidato a vice-prefeito na chapa de Antonio Arroxelas (PDT), que ficou na quarta posição entre 7 candidatos. Na eleição de 1990, elegeu-se deputado estadual com 4 538 votos. Em 1994, obteve 7 615 votos, mas não conseguiu a reeleição.
Em 1996, Simão Almeida candidatou-se a vice na chapa de Lúcia Braga (PDT), que levou a disputa para o segundo turno contra Cícero Lucena (PMDB), que elegeu-se prefeito de João Pessoa. 2 anos depois, disputou uma vaga na Câmara dos Deputados, recebendo 11 820 votos, não conseguindo se eleger. Ele também não conseguiu uma vaga na Câmara Municipal em 2000, obtendo 1 322 sufrágios.
Seu melhor desempenho eleitoral foi em 2002, quando candidatou-se ao Senado Federal e recebeu 113 405 votos (50 711 foram do eleitorado pessoense). Não disputou nenhum cargo eletivo em 2004 e 2008, e não foi bem-sucedido nas eleições de 2006 (4.291 votos para deputado estadual) e 2010 (3 816 votos), sua última eleição estadual. Desde 2018, é diretor-presidente da Junta Comercial da Paraíba (JUCEP).
Em janeiro de 2020, Simão Almeida foi escolhido como um dos pré-candidatos do PCdoB à prefeitura de João Pessoa.

## Morte
Morreu em João Pessoa, no dia 29 de dezembro de 2021, aos 77 anos, vítima de complicações da COVID-19.